# Константінос Мерецоліас
Константінос Мерецоліас (23 серпня 1998) — грецький плавець.
Учасник Олімпійських Ігор 2020 року, де в естафеті 4x100 метрів комплексом і змішаній естафеті 4x100 метрів комплексом його збірна посіла, відповідно, 14-те і 11-те місця й не потрапила до фіналів.